# 香港有飯開
《香港有飯開》（英語：Cheers Hong Kong），是香港亞洲電視製作的一個集資訊、飲食、娛樂、時事、綜藝電視節目，逢星期一至五香港時間晚上8:00在本港台首播。第一輯節目在2011年8月15日起啟播，11月18日播畢。節目歡迎市民提供全港各區大小值得推介的食肆資料。

## 主持

### 第一輯
- 何守信
- 林韋辰
- 鄭啟泰
- 姜皓文
- 劉錫賢
- 秦啟維
- 蔡國威
- 劉子葱
- 戚黛黛
- 梁慧恩
- 蔡梓銘
- 張紫櫻(車車)
- 李麗珊

## 內容

### 事件
- 2011年8月18日第四集，公佈與理工大學食物安全及科技研究中心之「壽司含菌量安全測試」結果，部份樣本含大腸桿菌及沙門氏菌菌量超標，其中超標最嚴重的食店則為板長壽司[1]，其中元氣壽司表示對測試結果有保留，而吉之島則把有關產品即時下架 [2]。
- 2011年8月22日-8月25日第六集至第九集，播出真人測試「即食麵測試」。測試者蔡國威一星期二十一餐全只進食即食麵，結果生理及心理均出現不良狀況，及後即食麵生產商日清食品發出聲明，建議消費者「即使是即食麵之外的食物，也要均衡進食」[3]。
- 2011年10月26日-10月27日第五十三及五十四集，播出真人7日食點心真人測試，結果顯示膽固醇不升反跌。營養師認為可能是飲用普洱茶而導致膽固醇降低，而醫生勞永樂指出是運作良好的肝臟發揮作用分解膽固醇。
- 2011年11月9日-11月11日第六十三至六十五集，播出十日食奇異果減肥真人測試。測試後結果顯示體重十日內只減少一磅，並非傳聞中一日減一磅；脂肪比例反而上升，更出現血膽紅素急升25%、排便次數增多、休克、身體脫水等副作用；並可能出現身體依賴奇異果排便情況，當停止進食奇異果時會導致便秘。
- 2011年11月1日-11月3日第57集至59集，探討超市霸權現象，並揭發小商戶因平價賣貨而遭供應商施壓的事件。及後節目在同年11月18日結束，因而令網民懷疑有關節目遭超市（包括百佳及惠康）封殺。 [4][5]
- 其後在2011年11月21日的慰勞宴中，亞視高級副總裁葉家寶稱第二輯《香港有飯開》或於2012年新春後開播。[6]
- 2012年3月30日，亞視召開記者會宣佈新一輯的《香港有飯開》將於2012年年中播出，但其後沒有播出。[7][8]

## 背景音樂
- 開場、完結：
  - 莫扎特：第13号小夜曲
- 食物出場時音樂：
  - 貝多芬：命運交響曲
- 直播時背景音樂：

## 收視
根據香港大學民意研究計劃2011電視節目欣賞指數調查(第三階段)研究所得，香港有飯開平均欣賞指數為67.16 ，收看人數佔香港人口39.1%。
| 週次 | 日期                     | 平均收視（未獲亞視認同） | 收看人數  | 收看比率(佔香港人口) | 欣賞指數 |
| ---- | ------------------------ | ------------------------ | --------- | -------------------- | -------- |
| 1    | 2011年8月15日至8月19日   | 5點                      |           |                      |          |
| 2    | 2011年8月22日至8月26日   | 5點                      | 1,673,000 | 26.4 %               | 61.1     |
| 3    | 2011年8月29日至9月2日    | 5點                      | 1,528,000 | 24.1 %               | 68.1     |
| 4    | 2011年9月5日至9月9日     | 5點                      |           |                      |          |
| 5    | 2011年9月12日至9月16日   | 4點                      |           |                      |          |
| 6    | 2011年9月19日至9月23日   | 5點                      |           |                      |          |
| 7    | 2011年9月26日至9月30日   | 5點                      | 1,750,000 | 27.6 %               | 67.2     |
| 8    | 2011年10月3日至10月7日   | 5點                      |           |                      |          |
| 9    | 2011年10月10日至10月14日 | 5點                      |           |                      |          |
| 10   | 2011年10月17日至10月21日 | 5點                      |           |                      |          |
| 11   | 2011年10月24日至10月28日 | 5點                      |           |                      |          |
| 12   | 2011年10月31日至11月4日  | 5點                      |           |                      |          |
| 13   | 2011年11月7日至11月11日  | 5點                      | 1,832,000 | 28.9 %               | 65.9     |
| 14   | 2011年11月14日至11月18日 | 5點                      | 1,662,000 | 26.2 %               | 70.5     |

- 平均收視／百分比來源：CSM媒介研究，每一個收視點代表約63600名觀眾收看
- 收看人數/收看比率/欣賞指數來源：香港大學民意研究計劃（電視觀眾研究）

## 外部連結
- 香港有飯開-亞洲電視官方網頁
- 香港有飯開-亞洲電視官方討論區
- 香港有飯開-開飯報料-亞洲電視官方討論區

1. ↑  食店壽司含菌量肥佬[永久]
2. ↑  連鎖店壽司含菌超標
3. ↑  .   [2011-08-27]. （原始内容存档于2011-09-05）. （页面存档备份，存于）
4. ↑  . Youtube.   [2011-11-26]. （原始内容存档于2016-04-19）.
5. ↑  .[永久]
6. ↑  《香港有飯開》圓滿結束 台前幕後聚首一堂 特設慰勞宴 祝願「人人有飯開」 （页面存档备份，存于）
7. ↑  馮仁昭四圍超：亞視否認王征離職
8. ↑  http://app2.hkatv.com/v5/atvnews/atvnews.php?id=4283 （页面存档备份，存于）
9. ↑   (PDF).   [2012-03-03]. （原始内容存档 (PDF)于2021-10-26）. （页面存档备份，存于）